# SN 2006ap
SN 2006ap – supernowa typu Ia odkryta 2 marca 2006 roku w galaktyce NGC 6378. W momencie odkrycia miała maksymalną jasność 17,20m.